# Fredrik Lindström
Fredrik Lindström (Örnsköldsvik, 24 luglio 1987) è un biatleta svedese.

## Biografia
Nato a Anundsjö e cresciuto a Bredbyn, nel comune di Örnsköldsvik, in Coppa del Mondo ha esordito il 13 dicembre 2008 a Hochfilzen (55°) e ha ottenuto la prima vittoria, nonché primo podio, il 15 marzo 2009 a Whistler.
In carriera ha preso parte a tre edizioni dei Giochi olimpici invernali, Vancouver 2010 (4° nella staffetta, 33° nell'inseguimento, 38° nella sprint e 77° nell'individuale), Soči 2014 (18° nella sprint, 15° nell'individuale, 13° nell'inseguimento, 6° nella partenza in linea, 10° nella staffetta) e Pyeongchang 2018 (39º nella sprint e 9º nell'inseguimento, 8º nell'individuale, 15º nella partenza in linea, 1º nella staffetta, 11º nella staffetta mista), e a quattro dei Campionati mondiali, vincendo due medaglie.

## Palmarès

### Olimpiadi
- 1 medaglia:
  - 1 oro (staffetta a Pyeongchang 2018)

### Mondiali
- 2 medaglie:
  - 2 bronzi (partenza in linea[2] a Ruhpolding 2012; individuale[2] a Nové Město na Moravě 2013)

### Coppa del Mondo
- Miglior piazzamento in classifica generale: 7º nel 2013
- 11 podi (5 individuali, 6 a squadre), oltre a quelli conquistati in sede iridata e validi anche ai fini della Coppa del Mondo:
  - 4 vittorie (1 individuale, 3 a squadre)
  - 4 secondi posti (2 individuali, 2 a squadre)
  - 3 terzi posti (2 individuali, 1 a squadre)

#### Coppa del Mondo - vittorie
| Data             | Località   | Nazione  | Specialità                                                       |
| ---------------- | ---------- | -------- | ---------------------------------------------------------------- |
| 15 marzo 2009    | Whistler   | Canada   | RL (con David Ekholm, Mattias Nilsson e Carl Johan Bergman)      |
| 19 dicembre 2010 | Pokljuka   | Slovenia | MX (con Helena Ekholm, Anna Carin Olofsson e Carl Johan Bergman) |
| 20 gennaio 2012  | Anterselva | Italia   | SP                                                               |
| 7 gennaio 2018   | Oberhof    | Germania | RL (con Martin Ponsiluoma, Jesper Nelin e Sebastian Samuelsson   |

Legenda:

SP = sprint

RL = staffetta

MX = staffetta mista